# 800 meter för damer i friidrott vid olympiska sommarspelen 2024

Officiell video på loppet.

Damernas 800 meter vid olympiska sommarspelen 2024 avgjordes mellan den 2 och 5 augusti 2024 på Stade de France i Paris, Frankrike. 50 idrottare från 32 nationer deltog i tävlingen. Det var 18:e gången grenen fanns med i ett OS. Den hölls i ett OS första gången 1928 men fanns inte med igen förrän 1960 och den har funnits med i varje OS sedan dess.
Athing Mu var titelförsvarare och världsmästare 2022, men hon snubblade i de amerikanska OS-uttagningarna och kunde inte kvalificera sig. Världsettan under 2024, Keely Hodgkinson, hade varit överlägsen i Europa men tagit silver vid alla andra stora mästerskap sedan 2020, slagen av Mu i  VM 2022, och i både Samväldesspelen 2022 och i  VM 2023 av Mary Moraa, även om den senare hade varit första gången som Hodgkinson hade slagit Mu i ett mästerskap.
I finalen startade Tsige Duguma på bana 9, ytterst. Efter att ha nått brytlinjen då löparna kunde lämna sina banor skar hon skarpt till bana ett och tog täten. När de andra konkurrenterna lämnade sina banor anslöt sig Hodgkinson till ledaren på hennes utsida. Genom den andra kurvan tog sig Moraa till Hodgkinsons yttre sida och de tre i ledningen sprang sida vid sida. I slutet av första varvet av två tog Hodgkinson ledningen springande på utsidan av första banan. Bakom sig hade hon Duguma på insidan och Moraa på utsidan och de bildade en pilspets. De tre höll sig i stort sett i samma formation längst fram tills de nådde upploppet när Moraa tog sig förbi Duguma. Hon tog sig sedan upp till Hodgkinsons axel för att försöka spurta ifrån henne. Men i stället var det Hodgkinson som drog ifrån hela fältet och tog guldet. Moraa kunde inte hänga med och Duguma spurtade förbi henne innan hon gick i mål för silvret och Moraa tog bronset.
Hodgkinsons guld var Storbritanniens tredje guld, efter Ann Packers 1964, och Kelly Holmes 2000. Dugumas silvermedalj var den första för Etiopien i tävlingens historia.
| Spel               | Guld                            | Silver                | Brons            |
| Damernas 800 meter | Keely Hodgkinson Storbritannien | Tsige Duguma Etiopien | Mary Moraa Kenya |

## Kvalificering till OS-grenen
Kvalificeringsperioden för damernas 400 meter i friidrott var mellan 1 juli 2023 och 30 juni 2024. Det var planerat att 48 idrottare skulle kvalificera sig till evenemanget, med högst tre idrottare per nation, genom att springa kvalificeringsstandarden 1:59,30 sekunder eller snabbare eller genom sin världsranking i friidrott för denna gren. 50 idrottare deltog i tävlingen.

## Schema
Alla tider är CET.
| Datum          | Tid   | Omgång      |
| -------------- | ----- | ----------- |
| 2 augusti 2024 | 19:45 | Kval        |
| 3 augusti 2024 | 11:10 | Återkval    |
| 4 augusti 2024 | 20:35 | Semifinaler |
| 5 augusti 2024 | 21:45 | Final       |

Källa: 

## Rekord
Innan tävlingens start fanns följande rekord:
| Rekord           | Idrottare                   | Tid (s) | Plats                 | Datum        |
| ---------------- | --------------------------- | ------- | --------------------- | ------------ |
| Världsrekord     | Jarmila Kratochvilova (TCH) | 1:53,28 | München, Västtyskland | 26 juli 1983 |
| Olympiskt rekord | Nadezjda Olizarenko (URS)   | 1:53,43 | Moskva, Sovjetunionen | 27 juli 1980 |

| Område                                   | Tid (s)      | Idrottare             | Nation          |
| ---------------------------------------- | ------------ | --------------------- | --------------- |
| Afrika                                   | 1:54.01      | Pamela Jelimo         | Kenya           |
| Asien                                    | 1:55,54      | Dong Liu              | Kina            |
| Europa                                   | 1:53,28 0VR0 | Jarmila Kratochvilova | Tjeckoslovakien |
| Nordamerika, Centralamerika och Karibien | 1:54,44      | Shaunae Miller-Uibo   | Kuba            |
| Oceanien                                 | 1:57,78      | Catriona Bisset       | Australien      |
| Sydamerika                               | 1:56,68      | Letitia Vriesde       | Surinam         |

## Resultat
Noteringarnas förklaring finns längst ner.

### Kval
De tre första i varje heat 0Q0 gick vidare till semifinal. Alla andra som sprang klart sitt lopp gick vidare till återkval för en andra chans att nå semifinal.

#### Kvalheat 1
| Placering | Bana | Idrottare           | Nation         | Tid     | Noteringar |
| --------- | ---- | ------------------- | -------------- | ------- | ---------- |
| 1         |      | Jemma Reekie        | Storbritannien | 2:00,00 | 0Q0        |
| 2         |      | Gabriela Gajanová   | Slovakien      | 2:00,29 | 0Q0        |
| 3         |      | Juliette Whittaker  | USA            | 2:00,45 | 0Q0        |
| 4         |      | Valentina Rosamilia | Schweiz        | 2:00,45 |            |
| 5         |      | Jazz Shukla         | Kanada         | 2:00,80 |            |
| 6         |      | Léna Kandissounon   | Frankrike      | 2:00,97 |            |
| 7         |      | Habitam Alemu       | Etiopien       | 2:02,19 |            |
| 8         |      | Amal Al Roumi       | Kuwait         | 2:11,35 |            |
| 9         |      | Layla Almasri       | Palestina      | 2:12,21 | 0NR0       |

#### Kvalheat 2
| Placering | Bana | Idrottare           | Nation    | Tid     | Noteringar |
| --------- | ---- | ------------------- | --------- | ------- | ---------- |
| 1         |      | Daily Cooper Gaspar | Kuba      | 1:58,88 | 0Q0        |
| 2         |      | Prudence Sekgodiso  | Sydafrika | 1:59,84 | 0Q0        |
| 3         |      | Rachel Pellaud      | Schweiz   | 2:00,07 | 0Q0        |
| 4         |      | Halimah Nakaayi     | Uganda    | 2:00,51 |            |
| 5         |      | Nelly Jepkosgei     | Bahrain   | 2:00,63 |            |
| 6         |      | Flávia de Lima      | Brasilien | 2:00,73 |            |
| 7         |      | Lorena Martín       | Spanien   | 2:02,52 |            |
| 8         |      | Anna Wielgosz       | Polen     | 2:02,54 |            |

#### Kvalheat 3
| Placering | Bana | Idrottare               | Nation         | Tid     | Noteringar |
| --------- | ---- | ----------------------- | -------------- | ------- | ---------- |
| 1         |      | Worknesh Mesele         | Etiopien       | 1:58,07 | 0Q0 PB0    |
| 2         |      | Rénelle Lamote          | Frankrike      | 1:58,59 | 0Q0        |
| 3         |      | Phoebe Gill             | Storbritannien | 1:58,83 | 0Q0        |
| 4         |      | Eloisa Coiro            | Italien        | 1:59,19 | 0PB0       |
| 5         |      | Vivian Chebet Kiprotich | Kenya          | 1:59,90 |            |
| 6         |      | Rose Mary Almanza       | Kuba           | 2:00.36 |            |
| 7         |      | Anita Horvat            | Slovenien      | 2:00,91 |            |
| –         |      | Assia Raziki            | Marocko        |         | 0DSQ0      |

#### Kvalheat 4
| Placering | Bana | Idrottare            | Nation            | Tid     | Noteringar |
| --------- | ---- | -------------------- | ----------------- | ------- | ---------- |
| 1         |      | Keely Hodgkinson     | Storbritannien    | 1:59,31 | 0Q0        |
| 2         |      | Nia Akins            | USA               | 1:59,67 | 0Q0        |
| 3         |      | Noélie Yarigo        | Benin             | 1:59,68 | 0Q0        |
| 4         |      | Eveliina Määttänen   | Finland           | 2:00.02 |            |
| 5         |      | Majtie Kolberg       | Tyskland          | 2:00,55 |            |
| 6         |      | Oratile Nowe         | Botswana          | 2:01,00 |            |
| 7         |      | Catriona Bisset      | Australien        | 2:01,60 |            |
| 8         |      | Adelle Tracey        | Jamaica           | 2:03,47 |            |
| 9         |      | Perina Lokure Nakang | Flyktingidrottare | 2:08,20 | 0PB0       |

#### Kvalheat 5
| Placering | Bana | Idrottare        | Nation                         | Tid     | Noteringar |
| --------- | ---- | ---------------- | ------------------------------ | ------- | ---------- |
| 1         |      | Tsige Duguma     | Etiopien                       | 1:57,90 | 0Q0        |
| 2         |      | Mary Moraa       | Kenya                          | 1:57,95 | 0Q0        |
| 3         |      | Shafiqua Maloney | Saint Vincent och Grenadinerna | 1:58,23 | 0Q0 NR0    |
| 4         |      | Anaïs Bourgoin   | Frankrike                      | 1:58,47 | 0PB0       |
| 5         |      | Abbey Caldwell   | Australien                     | 1:58,49 |            |
| 6         |      | Lorea Ibarzabal  | Spanien                        | 2:00,71 |            |
| 7         |      | Sanu Jallow      | Gambia                         | 2:03,91 | 0NR0       |
| 8         |      | Gresa Bakraçi    | Kosovo                         | 2:13,29 |            |

#### Kvalheat 6
| Placering | Bana | Idrottare             | Nation     | Tid     | Noteringar |
| --------- | ---- | --------------------- | ---------- | ------- | ---------- |
| 1         |      | Natoya Goule-Toppin   | Jamaica    | 1:58,66 | 0Q0        |
| 2         |      | Claudia Hollingsworth | Australien | 1:58,77 | 0Q0        |
| 3         |      | Lilian Odira          | Kenya      | 1:58,83 | 0Q0 PB0    |
| 4         |      | Gabija Galvydytė      | Litauen    | 1:59,18 | 0PB0       |
| 5         |      | Audrey Werro          | Schweiz    | 1:59,38 |            |
| 6         |      | Allie Wilson          | USA        | 1:59,69 |            |
| 7         |      | Elena Bellò           | Italien    | 1:59,98 |            |
| 8         |      | Tharushi Karunarathna | Sri Lanka  | 2:07,76 |            |

### Återkval
Varje heats vinnare 0Q0 plus två på tid 0q0 gick vidare till semifinal.

#### Återkval 1
| Placering | Bana | Idrottare        | Nation     | Tid     | Noteringar |
| --------- | ---- | ---------------- | ---------- | ------- | ---------- |
| 1         |      | Abbey Caldwell   | Australien | 2:00,07 | 0Q0        |
| 2         |      | Eloisa Coiro     | Italien    | 2:00,31 |            |
| 3         |      | Audrey Werro     | Schweiz    | 2:00,62 |            |
| 4         |      | Gabija Galvydytė | Litauen    | 2:00,66 |            |
| 5         |      | Flávia de Lima   | Brasilien  | 2:01,64 |            |
| 6         |      | Halimah Nakaayi  | Uganda     | 2:02,88 |            |
| 7         |      | Lorena Martín    | Spanien    | 2:03,04 |            |

#### Återkval 2
| Placering | Bana | Idrottare           | Nation    | Tid     | Noteringar |
| --------- | ---- | ------------------- | --------- | ------- | ---------- |
| 1         |      | Anaïs Bourgoin      | Frankrike | 1:59,52 | 0Q0        |
| 2         |      | Valentina Rosamilia | Schweiz   | 1:59,65 | 0q0        |
| 3         |      | Allie Wilson        | USA       | 1:59,73 |            |
| 4         |      | Anita Horvat        | Slovenien | 2:00,56 |            |
| 5         |      | Adelle Tracey       | Jamaica   | 2:03,67 |            |
| 6         |      | Sanu Jallow         | Gambia    | 2:04,44 |            |
| 7         |      | Anna Wielgosz       | Polen     | 2:05,77 |            |
| 8         |      | Layla Almasri       | Palestina | 2:16,72 |            |

#### Återkval 3
| Placering | Bana | Idrottare            | Nation            | Tid     | Noteringar |
| --------- | ---- | -------------------- | ----------------- | ------- | ---------- |
| 1         |      | Rose Mary Almanza    | Kuba              | 2:01,54 | 0Q0        |
| 2         |      | Jazz Shukla          | Kanada            | 2:02,00 |            |
| 3         |      | Catriona Bisset      | Australien        | 2:02,35 |            |
| 4         |      | Elena Bellò          | Italien           | 2:02,91 |            |
| 5         |      | Oratile Nowe         | Botswana          | 2:03,29 |            |
| 6         |      | Léna Kandissounon    | Frankrike         | 2:03,40 |            |
| 7         |      | Perina Lokure Nakang | Flyktingidrottare | 2:11,33 |            |
| –         |      | Gresa Bakraçi        | Kosovo            |         | 0DSQ0      |

#### Återkval 4
| Placering | Bana | Idrottare               | Nation    | Tid     | Noteringar |
| --------- | ---- | ----------------------- | --------- | ------- | ---------- |
| 1         |      | Majtie Kolberg          | Tyskland  | 1:59,08 | 0Q0        |
| 2         |      | Vivian Chebet Kiprotich | Kenya     | 1:59,31 | 0q0        |
| 3         |      | Lorea Ibarzabal         | Spanien   | 1:59,81 |            |
| 4         |      | Eveliina Määttänen      | Finland   | 2:00,38 |            |
| 5         |      | Nelly Jepkosgei         | Bahrain   | 2:01,12 |            |
| 6         |      | Habitam Alemu           | Etiopien  | 2:02,73 |            |
| 7         |      | Tharushi Karunarathna   | Sri Lanka | 2:06,66 |            |
| 8         |      | Amal Al Roumi           | Kuwait    | 2:12,13 |            |

### Semifinaler
De två första i varje lopp 0Q0 plus två på tid 0q0 gick vidare till finalen.

#### Semifinal 1
| Placering | Bana | Idrottare           | Nation         | Tid     | Noteringar |
| --------- | ---- | ------------------- | -------------- | ------- | ---------- |
| 1         |      | Mary Moraa          | Kenya          | 1:57.86 | 0Q0        |
| 2         |      | Worknesh Mesele     | Etiopien       | 1:58.06 | 0Q0 PB0    |
| 3         |      | Daily Cooper Gaspar | Kuba           | 1:58.39 | 0PB0       |
| 4         |      | Phoebe Gill         | Storbritannien | 1:58.47 |            |
| 5         |      | Abbey Caldwell      | Australien     | 1:58.52 |            |
| 6         |      | Natoya Goule-Toppin | Jamaica        | 1:59.14 |            |
| 7         |      | Valentina Rosamilia | Schweiz        | 1:59.27 |            |
| 8         |      | Noélie Yarigo       | Benin          | 2:01.35 |            |

#### Semifinal 2
| Placering | Bana | Idrottare               | Nation                         | Tid     | Noteringar |
| --------- | ---- | ----------------------- | ------------------------------ | ------- | ---------- |
| 1         |      | Tsige Duguma            | Etiopien                       | 1:57.47 | 0Q0 PB0    |
| 2         |      | Shafiqua Maloney        | Saint Vincent och Grenadinerna | 1:57.59 | 0Q0 NR0    |
| 3         |      | Juliette Whittaker      | USA                            | 1:57.76 | 0q0 PB0    |
| 4         |      | Rénelle Lamote          | Frankrike                      | 1:57.78 | 0q0        |
| 5         |      | Jemma Reekie            | Storbritannien                 | 1:58.01 |            |
| 6         |      | Gabriela Gajanová       | Slovakien                      | 1:58.22 | 0NR0       |
| 7         |      | Majtie Kolberg          | Tyskland                       | 1:58.52 | 0PB0       |
| 8         |      | Vivian Chebet Kiprotich | Kenya                          | 1:59.64 |            |

#### Semifinal 3
| Placering | Bana | Idrottare             | Nation         | Tid     | Noteringar |
| --------- | ---- | --------------------- | -------------- | ------- | ---------- |
| 1         |      | Keely Hodgkinson      | Storbritannien | 1:56.86 | 0Q0        |
| 2         |      | Prudence Sekgodiso    | Sydafrika      | 1:57.57 | 0Q0        |
| 3         |      | Nia Akins             | USA            | 1:58.20 |            |
| 4         |      | Lilian Odira          | Kenya          | 1:58.53 | 0PB0       |
| 5         |      | Rose Mary Almanza     | Kuba           | 1:58.73 |            |
| 6         |      | Anaïs Bourgoin        | Frankrike      | 1:59.62 |            |
| 7         |      | Claudia Hollingsworth | Australien     | 2:01.51 |            |
| 8         |      | Rachel Pellaud        | Schweiz        | 2:03.36 |            |

### Final
| Placering | Bana   | Idrottare          | Nation                         | Tid     | Notering |
| --------- | ------ | ------------------ | ------------------------------ | ------- | -------- |
| 1         |        | Keely Hodgkinson   | Storbritannien                 | 1:56,72 |          |
| 2         |        | Tsige Duguma       | Etiopien                       | 1:57,15 | 0PB0     |
| 3         |        | Mary Moraa         | Kenya                          | 1:57,42 |          |
| 4         |        | Shafiqua Maloney   | Saint Vincent och Grenadinerna | 1:57,66 |          |
| 5         |        | Rénelle Lamote     | Frankrike                      | 1:58,19 |          |
| 6         |        | Worknesh Mesele    | Etiopien                       | 1:58,28 |          |
| 7         |        | Juliette Whittaker | USA                            | 1:58,50 |          |
| 8         |        | Prudence Sekgodiso | Sydafrika                      | 1:58,79 |          |
| Källa:    | Källa: | Källa:             | Källa:                         | Vind:   | Vind:    |